# 兖国公主 (宋神宗)
兖國公主（1085年2月12日—1090年2月28日），本名不詳，為北宋第六代皇帝宋神宗的皇女。
公主因年幼，在父亲宋神宗在时没有册封。元豐八年（1085年）四月，被哥哥宋哲宗册封嘉國長公主。元祐五年（1090年）正月薨逝，追封蔡國長公主。宋徽宗即位后，于元符三年（1100年）二月，又追封她为兗國長公主。后改公主为帝姬，政和四年（1114年）十二月，改封賢和長帝姬。